# 이 사랑과, 그 미래
《이 사랑과, 그 미래》(일본어: この恋と、その未来)는 모리하시 빙고(일본어: 森橋ビンゴ)가 쓰고 있는 일본의 라이트 노벨 시리즈이다. 삽화 담당은 한국의 여성 일러스트레이터인 Nardack이 맡고 있다. 2012년 시노노메 유우코 시리즈를 완결 낸 모리하시 빙고가 2014년 06월부터 쓰고 있는 신작으로, 일본에서는 패미통 문고에서, 대한민국에서는 L노벨에서 출간하고 있다. 

## 줄거리
1남3녀 중 막내아들로 태어난 마츠나가 시로(松永四郎)는 가정따위 상관하지 않은 채 나가 사는 아버지, 자신에게만 엄격한 어머니와 자신을 깔보는 3명의 누나들에게 시달리며 자란다. 그러던 중 시로는 인터넷 뉴스를 통해 히로시마에 신설되는 전원 기숙사제의 츠쿠모 학원을 접하게 된다. 누나들과 어머니에게 시달리며 여자라면 진절머리가 난 시로는 집에서 벗어나고자 도쿄를 떠나 츠쿠모 학원으로 진학하게 된다.
츠쿠모 학원 기숙사에 도착한 시로는 같은 도쿄 출신이라는 이유로 오다 미라이(織田未来)와 같은 방을 쓰게 된다. 하지만 집에서 벗어났다는 해방감도 잠시, 미라이가 품을 비밀들을 알게 되며 시로가 꿈 꾼 생활과는 다른 생활을 하게 된다.

## 등장 인물
마츠나가 시로(松永四郎)
주인공. 어머니와 누나들에게 시달리며 자란 탓에 여자를 어려워 한다. 그런 집에서 벗어나고자 히로시마로 떠나지만, 룸메이트로 지내게 된 오다 미라이 또한 여자라는 것을 알게 된다. 미라이의 곤란한 사정을 도와주며 사이가 진전되자 미라이에게 호감을 품지만 자신의 사랑이 이루어질 수 없다는 사실에 낙담한다. 자신의 사랑을 포기한 채 미라이가 누구의 것도 되지 않길 바라지만 커져가는 마음에 고민한다.
오다 미라이(織田未来)
주인공인 마츠나가 시로와 같은 방을 쓰는 룸메이트. 생물학적인 성(Sex)과 정신적인 성(Gender)이 다른 성정체성 장애를 겪고 있다. 몸은 여성이지만, 스스로를 남성이라 인식한다. 시로와 마찬가지로 도쿄에서 중학교를 다녔으나 성정체성 장애로 오는 어려움과 부모님의 꽉 막힌 태도로 인해 도망치듯 히로시마로 오게 된다. 자신의 비밀을 숨기기 위해선 도움이 필요하고 같은 도쿄 출신이라는 이유로 둘러댈 수 있다 생각하여 시로를 룸메이트로 선택한다. 또한 각본가인 시로의 아버지, 마츠나가 마사키에 대한 관심도 한 몫 한다. 전작인 시노노메 유우코 시리즈의 시노노메 유우코의 소설을 즐겨 읽고 외모 또한 호감을 가진다.
마츠나가 마사키
주인공의 아버지. 특촬물 각본가로 일하고 있으며 상당히 유명한 듯 하다. 가정에 소홀하여 집에서 나가 혼자 살며 정부를 두는 문란한 모습까지 보인다. 이는 시로가 집에서 시달리게 되는 이유가 된다.
미요시 사야
시로, 미라이와 동급생인 여학생. 시로와 관계가 진전되어 먼저 고백한다.
와다 카오리
시로, 미라이와 동급생인 여학생. 미라이를 좋아하고 있고 고백하나 거절당한다.
쿠스노키 히로미
시로의 첫째누나인 이치카와 대학 동기인 여성. 현재는 음식점을 운영 중이며, 이치카의 연줄로 시로는 히로미의 가게에서 아르바이트를 하게 된다. 어딘가 나사가 빠진 듯한 모습이지만 고민에 빠진 시로의 고민을 들어주는 등 어른스러운 모습도 보여준다.
야마시로 카나메
츠쿠모 학원 문화제에 친구를 만나러 우연히 방문했다가 시로와 미라이의 반의 여장 카페에서 두 사람과 마주친다. 미라이가 한 눈에 반해서 데이트를 신청하고 연인 사이로 발전하게 된다. 시노노메 유우코와 사촌 관계여서 외모 상 닮은 부분이 많은 듯. 하지만 미라이가 자신의 성 정체성에 관해 털어놓자 역겹다는 반응을 보이며 차갑게 돌아선다.

## 발행 목록
| 권수 | 권수                 | 일본 초판발매일  | 한국 초판발매일  |
| ---- | -------------------- | ---------------- | ---------------- |
| 1    | 이 사랑과, 그 미래 1 | 2014년 6월 30일  | 2015년 11월 10일 |
| 2    | 이 사랑과, 그 미래 2 | 2014년 11월 29일 | 2016년 2월 10일  |
| 3    | 이 사랑과, 그 미래 3 | 2015년 5월 30일  | 2016년 4월 10일  |
| 4    | 이 사랑과, 그 미래 4 | 2015년 10월 30일 | 2016년 7월 10일  |
| 5    | 이 사랑과, 그 미래 5 | 2016년 5월 30일  | 2017년 4월 10일  |
| 6    | 이 사랑과, 그 미래 6 | 2016년 11월 30일 | 2017년 4월 10일  |

## 기타
- 저자의 고향인 히로시마를 배경으로 하고 있다. 히로시마를 떠나 도쿄에서 지낸 기간이 길어지던 중, 오랜만에 방문한 자신의 고향에 대한 기억이 흐릿해져 감을 느껴서 다음 작품은 고향을 배경으로 하기로 결정하였다고 한다.

- 히로시마를 배경으로 하여 사투리가 사용되는데 우리나라에서는 전라도 사투리로 번역되었다.

- 다소 독특한 소재인 성정체성 장애를 다루고 있다. 무거운 주제이지만 이전작에서 검증된 작가의 필력과 섬세한 심리 묘사로 높은 평가를 받고 있다.

- 작가의 전작인 시노노메 유우코 시리즈 의 등장인물들이 나온다. 시노노메 시리즈 이후 약 10년이 흐른 듯. 시노노메 유우코는 작가 활동을 하고 있지만, 미나미 에이타는 적당한 일감을 찾지 못 한 듯.

- 일본에서 5권 출간 직후, 작가와 편집부 사이의 갈등으로 6권 발간이 중단되었다. 4권 후기에서도 드러나는데, 상업성을 강하게 띄는 라이트노벨 시장에서 발간하는 이상, 순수 문학으로도 라이트 노벨로도 보기 어려운 이 작품의 애매한 위치가 이런 상황을 만든 듯하다. 작가는 [트위터]를 통해 '팔리지 않는 작품을 쓴 자신의 잘못'이라 하며 5권으로 발매가 중단되었음을 알렸다. 하지만 많은 팬들이 응원해주고 5권을 구입해주면서 6권 발매가 결정되었다. 2016년 11월 30일 발매되었다.